# インヴェンションズ&ディメンションズ
『インヴェンションズ&ディメンションズ』（Inventions & Dimensions）は、アメリカ合衆国のジャズ・ミュージシャン、ハービー・ハンコックが1963年に録音・1964年に発表した3作目のスタジオ・アルバム。

## 背景
ポール・チェンバースに加えて、ラテン・パーカッション奏者のウィリー・ボボとオズワルド・"チワワ"・マルティネスを迎えた編成で録音された。なお、1973年発売の再発LP (BN-LA152-F)のアーティスト表記は、ハンコックとボボの連名となり、タイトルも『Succotash』に変更された。事前に作曲されていた曲は「ミモザ」だけで、その他の曲はコード進行もテーマ・メロディも決まっていない状態で即興演奏された。

## 評価
Stephen Thomas Erlewineはオールミュージックにおいて5点満点中4点を付け「小編成のカルテットで、ラテン風味のポスト・バップの発展形を探求した」「リズムが強調されているとはいえ、ダンス・ミュージックというわけではない。ハンコックは流動的なリズム、予想もできないようなコード、ハーモニー、メロディを持つ、雰囲気に満ちた即興演奏を創造している」と評している。また、Charles Waringが2020年に選出した「ハービー・ハンコックの名盤20選」では、本作が16位となり「アフロ・キューバン的なリズム・パターンに乗って、このピアニストは自然発生的な作曲を行っているが、元マイルス・デイヴィス・バンドのポール・チェンバースによるしなやかなベース・ラインが、全5曲をしっかり支えている」と評されている。

## 収録曲
全曲ともハービー・ハンコック作曲。
1. サコタッシュ - "Succotash" - 7:43
2. トライアングル - "Triangle" - 11:05
3. ジャック・ラビット - "Jack Rabbit" - 6:02
4. ミモザ - "Mimosa" - 8:41
5. ア・ジャンプ・アヘッド - "A Jump Ahead" - 6:36

### リマスターCDボーナス・トラック
1. ミモザ（別テイク） - "Mimosa (Alternate Take)" - 10:06

## 参加ミュージシャン
- ハービー・ハンコック - ピアノ
- ポール・チェンバース - ベース
- ウィリー・ボボ - ドラムス、ティンバレス
- オズワルド・"チワワ"・マルティネス - コンガ、ボンゴ